# Wydział Ekonomiczny Wyższej Szkoły Zarządzania i Administracji w Opolu
Wydział Ekonomiczny Wyższej Szkoły Zarządzania i Administracji w Opolu (WE WSZiA) – jeden z 4 wydziałów Wyższej Szkoły Zarządzania i Administracji w Opolu, powstały w 1996 roku wraz z powstaniem tej pierwszej niepublicznej uczelni w Opolu. Kształci studentów na pięciu podstawowych kierunkach zaliczanych do nauk ekonomicznych, na studiach stacjonarnych oraz niestacjonarnych.
W ramach wydział ekonomicznego znajdują się 4 katedry, dzielące się na zakłady. Aktualnie zatrudnionych jest 90 pracowników naukowo-dydaktycznych (z czego 6 na stanowisku profesora zwyczajnego, 12 na stanowisku profesora nadzwyczajnego z habilitacją, 37 adiunktów ze stopniem doktora oraz 35 asystentów).

## Historia
Historia Wydziału Ekonomicznego związana jest z powołaniem do życia w Opolu pierwszej niepublicznej uczelni, jaką była Wyższa Szkoła Zarządzania i Administracji, którą założono 10 czerwca 1996 roku. Jako pierwszy kierunek studiów na wydziale uruchomiono zarządzanie i marketing, stanowiący przez kilka kolejnych lat jedyny kierunek kształcenia. W ciągu kolejnych lat uruchamiano kolejne kierunki studiów, a wpływ na rozwój wydziału mieli naukowcy wywodzący się z Uniwersytetu Opolskiego oraz Politechniki Opolskie.
Wydział Ekonomiczny mieści się w budynku głównym – przy ul. Niedziałkowskiego 18. Z kolei zajęcia na studiach niestacjonarnych odbywają się również w budynku przy ul. Ozimskiej 63, gdzie mieszczą się pokoje niektórych Katedr i Komisji Nauk Ekonomicznych PAN Oddział Katowice). Obydwa budynki stanowią własność uczelni i zostały zbudowane w latach 1998–2001.

## Władze (2012–2016)
- Dziekan: dr Tadeusz Pokusa
- Prodziekan: dr Jadwiga Ratajczak

## Kierunki kształcenia
Wydział Ekonomiczny prowadzi następujące kierunki i specjalności studiów:

Studia pierwszego stopnia (licencjackie, 3-letnie):
- zarządzanie
  - zarządzanie przedsiębiorstwem
  - zarządzanie w administracji
  - zarządzanie personelem
  - zarządzanie finansami i rachunkowość
  - zarządzanie w służbie zdrowia
  - zarządzanie w turystyce
  - zarządzanie w bankowości
  - komunikacja rynkowa i PR
  - marketing sportowy
  - zarządzanie kryzysowe i pomoc humanitarna
  - informatyka w zarządzaniu
- rachunkowość i finanse
  - rachunkowość małych i średnich firm
  - rynek finansowy
  - audyt i controling
- ekonomia
  - polityka gospodarcza i strategie przedsiębiorstw
  - gospodarka miejska i regionalna
  - międzynarodowe stosunki ekonomiczne
  - organizacja turystyki
  - gospodarka i administracja publiczna
  - eurologistyka i transport
- filologia
  - filologia germańska
  - język biznesu
- logistyka
  - logistyka w biznesie
  - logistyka humanitarna
  - transport krajowy i międzynarodowy

Studia drugiego stopnia (magisterskie, 2-letnie):
- zarządzanie:
  - zarządzanie przedsiębiorstwem
  - zarządzanie w administracji
  - zarządzanie personelem
  - zarządzanie finansami i rachunkowość
  - zarządzanie w służbie zdrowia
  - zarządzanie w turystyce
  - zarządzanie w bankowości
  - komunikacja rynkowa i PR
  - zarządzanie logistyczno-marketingowe
  - marketing sportowy
  - zarządzanie kryzysowe i pomoc humanitarna
  - informatyka w zarządzaniu

## Struktura

### Katedra Logistyki i Marketingu
Pracownicy:
- Kierownik: prof. dr hab. Piotr Blaik
- dr hab. Lidia Sobolak, prof. WSZiA
- dr hab. Marek Piałucha, prof. WSZiA
- dr hab. Marian Partyka, prof. WSZiA
- dr hab. Viktor Vlasenko, prof. WSZiA
- dr Rafał Matwiejczuk
- dr Tadeusz Pokusa
- dr Witold Potwora
- dr Dorota Potwora
- dr Andrzej Kozdraś
- mgr Katarzyna Syrytczyk
- mgr Filip Pokusa
- mgr Sabina Wyrwich
- mgr Łukasz Dziarmaga

### Katedra Strategii Zarządzania Przedsiębiorstwem
- Kierownik: prof. dr hab. Zbigniew Mikołajewicz

#### Zakład Zarządzania Przedsiębiorstwem
Pracownicy:
- Kierownik: dr hab. Agata Zagórowska, prof. WSZiA
- dr Agnieszka Krawczyk-Sołtys
- dr Laura Płatkowska-Prokopczyk
- dr Anna Bisaga
- dr Paweł Broszkiewicz
- mgr Aneta Szadkowska

#### Zakład Finansów i Rachunkowości
Pracownicy:
- Kierownik: dr hab. Bartłomiej Nita, prof. WSZiA
- dr hab. Urszula Łangowska-Szczęśniak, prof. WSZiA
- dr Marek Janicki
- dr Jacek Pieczonka
- dr Stanisław Karleszko
- dr Wojciech Duczmal
- mgr Aleksander Sienkiewicz
- mgr Józef Kaczmarek

#### Zakład Analizy Działalności Przedsiębiorstwa
Pracownicy:
- Kierownik: prof. dr hab. Zbigniew Mikołajewicz
- dr hab. Ben Jongbloed, prof. WSZiA
- dr Maria Bucka
- dr Jadwiga Ratajczak
- mgr Elżbieta Piróg
- mgr Piotr Karleszko
- mgr Jan Nawelski

### Katedra Polityki Ekonomicznej i Badań Regionalnych
- Kierownik: prof. dr hab. Ryszard Broszkiewicz

#### Zakład Polityki Ekonomicznej i Innowacji
Pracownicy:
- Kierownik: prof. dr hab. Ryszard Broszkiewicz
- dr hab. Krystyna Hanusik, prof. WSZiA
- dr Robert Poskart
- dr Adrianna Paroń
- dr Dorota Fleszer
- mgr Józef Kaczmarek

#### Zakład Badań Regionalnych
Pracownicy:
- Kierownik: prof. dr hab. Janusz Słodczyk
- dr Magdalena Krzyżanowska
- dr Krystyna Słodczyk
- dr Stankomir Nicieja
- mgr Iwona Mstowska

#### Zakład Polityki Zatrudnienia i Zarządzania Personelem
Pracownicy:
- Kierownik: prof. dr hab. Robert Rauziński
- dr Marek Idzik
- dr Anna Szeliga-Kowalczyk
- dr Piotr Janus
- mgr Łukasz Zawadzki

### Katedra Metod Ilościowych i Informatyki
- Kierownik:  dr hab. Marian Duczmal, prof. WSZiA

#### Zakład Metod Ilościowych
Pracownicy:
- Kierownik: dr hab. Marian Duczmal, prof. WSZiA
- dr inż. prof. ANS-WSZiA Władysław Wornalkiewicz
- dr Henryk Wnuk
- dr Agnieszka Tłuczak
- mgr Joanna Duczmal
- mgr Bogusław Kaczmarek
- mgr Lucyna Polzer-Mizio

#### Zakład Informatyki
Pracownicy:
- Kierownik: dr hab. Adam Czerwiński, prof. WSZiA
- dr Ryszard Olchawa
- mgr Marek Maleika
- mgr Tomasz Muszyński
- mgr Adam Sudoł
- mgr Grzegorz Zajączkowski

## Misja wydziału
Misją Wydziału Ekonomicznego  WSZiA w Opolu jest kształcenie wysoko wykwalifikowanych, przedsiębiorczych i twórczych kadr poprzez wyposażenie studentów w wiedzę, umiejętności i kompetencje które umożliwią im skuteczne konkurowanie na rynku pracy, zdolnych sprostać wyzwaniom gospodarki lokalnej, krajowej i globalnej.

## Adres
Wydział Ekonomiczny
Wyższej Szkoły Zarządzania i Administracji w Opolu
ul. Niedziałkowskiego 18
45-055 Opole